# اوژا
اوژا (به مجاری: Uzsa) یک شهرداری در مجارستان است که در ناحیه تاپولتسا واقع شده‌است. اوژا ۲۰٫۲۴ کیلومتر مربع مساحت و ۳۶۴ نفر جمعیت دارد.